# Fröken Julia jubilerar
Fröken Julia jubilerar är en svensk-dansk dramafilm från 1938 i regi av Alice O'Fredericks och Lau Lauritzen. En alternativtitel till filmen är Julia jubilerar.

## Handling
Julia Lindqvist som är kassörska på en pianofabrik, åker på semester med några kamrater till Åre. Samtidigt märker hennes chef att det saknas pengar, och misstänker henne för förskingring.

## Om filmen
Filmen premiärvisades 13 augusti 1938. Den spelades in vid ASA-Atelieret i Lyngby med exteriörer från Åre Filmen har visats på SVT 1996, 2004 och 2006.

## Roller (i urval)
- Thor Modéen - Martin Lagergren, pianostämmare
- Katie Rolfsen - Julia Lundkvist, kassörska
- Annalisa Ericson - Gretha Ahlbom, kontorsflicka
- Lau Lauritzen - Erik Kruse, legationssekreterare
- Åke Söderblom - Åke Jonsson, hans vän
- Oscar Törnblom - Oskar "Macke" Hansson, hans andre vän
- Eric Gustafsson - direktör för AB Pianomagasinet
- Nils Nordståhl - Svensson, hans sekreterare
- Hilding Rolin - "professor" Hallberg, "upptäcktsresande"
- Claes Thelander - doktor" Hallberg, "upptäcktsresande"
- John Degerberg - hotellportiern
- George Thunstedt - hotellvaktmästaren
- Harald Svensson - kamrer Svensson
- Poul Reichhardt - den norske skidläraren[5]

## Musik i filmen
- Fut - Fut - Fut (Fort - fort - fort), kompositör Victor Cornelius, dansk text Carl Viggo Meincke svensk text Sven Zetterström, sång Åke Söderblom, Oscar Törnblom, Lau Lauritzen, Katie Rolfsen, Thor Modéen och Annalisa Ericson
- Vi gå över daggstänkta berg, kompositör Edwin Ericson, text Olof Thunman, sång Åke Söderblom och Oscar Törnblom
- Om jag vore en skridskoprinsessa, kompositör Victor Cornelius, dansk text Carl Viggo Meincke svensk text Sven Zetterström, sång Katie Rolfsen och Thor Modéen
- Would You Miss - One Little Kiss, kompositör Karen Jønsson, text Sven Rye, instrumental.
- Vi skal ud paa eventyr i sneen (Vi skall ut på äventyr i släden), kompositör Karen Jønsson, dansk text Carl Viggo Meincke svensk text Sven Zetterström,  sång Annalisa Ericson
- Ein Sommernachtstraum. Hochzeitmarsch (En midsommarnattsdröm. Bröllopsmarsch), kompositör Felix Mendelssohn-Bartholdy, instrumental.[6]

## DVD
Filmen gavs ut på DVD 2016.